# Adriana Nieto
Adriana Nieto Villanueva (Ciudad de México, 13 de marzo de 1978) es una actriz mexicana.

## Biografía
Es hija de Miguel Ángel Nieto y Marcela Villanueva, y tiene una hermana llamada Claudia Nieto Villanueva.
Adriana es una actriz mexicana egresada del CEA. Inició en el mundo de las telenovelas en 1998.
En la telenovela El privilegio de amar, interpretó a la rebelde y caprichosa Lizbeth, actuó con Adela Noriega, quien fue la protagonista, y con otros actores como Helena Rojo, Andrés García y René Strickler.
En 2000, recibió la oportunidad de interpretar a Natalia Sandoval, personaje protagónico de la telenovela juvenil Locura de amor. Sin duda un papel muy importante para Adriana, ya que, por su elenco, esta telenovela se colocó en el top del momento. Aunque dicho protagónico la ayudó a alcanzar un gran estatus dentro de su carrera en televisión, abandonó esta producción para enfocarse en su vida personal y su carrera profesional quedó en pausa por más de una década.
Estudió la licenciatura en Publicidad. Contrajo matrimonio en 2001 y tiene tres hijos. Se divorció en 2004.  
Regresó a la televisión y al teatro en 2015.
En 2017, se unió al elenco de la serie La piloto.
En 2018, participó en la bioserie de Silvia Pinal, además de participar como una de las protagonistas adultas de la telenovela juvenil Like.

## Televisión
- Esta historia me suena (2022)... Capítulo: «Creo en mí» (Alicia)[3]
- La rosa de Guadalupe (2020)... Capítulo: «La palabra hogar» (Bertha)[4]
- Silvia Pinal, frente a ti (2019)... Livia Rangel (adulta)[5]
- Like (2018-2019)... Martha Moreno[6]
- La piloto (2017)... Engracia de Sinisterra
- Como dice el dicho (2016)... Capítulo: «Quien a su hijo consiente va engordando una serpiente» (protagonista)
- Como dice el dicho (2016)... Capítulo: «La vida es corta y ser feliz es lo que importa» (protagonista)
- Como dice el dicho (2015)... Capítulo: «En boca cerrada no entran moscas» (estelar)
- La rosa de Guadalupe (2015-presente)... Varios capítulos y personajes
- Locura de amor (2000)... Natalia Sandoval #1
- Por tu amor (1999)... Abigail Parra
- Cuento de Navidad (1999-2000)... Invitada en la lucha libre
- El privilegio de amar (1998-1999)... Lizbeth Duval Hernández
- Mujer, casos de la vida real (1998)... Capítulos: «Bipolar» (Karen) y «Viene la calma» (Fátima)
- La usurpadora (1998)... Beatriz

## Teatro
- El Padre (2017)
- Los Fernández (2017)
- P. Pareja (2017)
- Estado civil treintona (2017)
- Tan amigas como siempre (2016)
- Un año más (2016)
- Crimen de Acero (2016)
- Lucas (1998)

## Programas
- El gordo y la flaca (2003)... Ella misma